# 조선공예가협회
조선공예가협회(朝鮮工藝家協會)는 1946년 3월 10일 창립된 공예 단체이다. 해방후의 혼란기에 결속을 본 공예가들의 단체로서 미군정의 후원 아래 결성되었다.

## 임원 구성
- 회장: 김재석(金在奭)
- 부회장: 강창원(姜菖園), 박철주(朴鐵柱), 김봉룡(金奉龍), 유진욱(兪鎭旭), 김삼득(金三得), 김병덕(金秉德)
- 금공부: 이중칠(李重七), 김상기(金象基), 이승만(李勝萬)
- 도자부: 김재석(金在奭), 황인춘
- 가수부: 윤봉숙(尹鳳淑), 장의선(張義善), 유복신(劉福信)
- 염색부: 김재석(金在奭), 백태원(白泰元)
- 목공부: 임중식(林重植), 서재유(徐載裕)
- 화각부: 음진갑(陰辰甲), 이순석(李順石)